# Instituto Superior de Educación Física (Universidad de la República)
Instituto Superior de Educación Física (ISEF) es una institución pública, la cual forma parte de las escuelas e institutos de la Universidad de la República (UDELAR).
Su sede principal se encuentra en el Parque José Batlle y Ordoñez de Montevideo. 

## Actualidad
Es de los pocos institutos de la Universidad de la República que tiene cupo para ingresar. En 2015, hubo 17.58 aspirantes a iniciar la carrera y solo 600 estudiantes obtuvieron cupos a nivel nacional. Para 2016 se anunció que debido a problemas presupuestales el cupo de admisión sería más reducido que años anteriores. Es un instituto dependiente del Consejo Directivo Central de la Universidad de la República, su actual director es el Dra. Mariana Sarni.

## Títulos
Otorga los siguientes títulos:
- Licenciatura en Educación Física
- Tecnicatura en Deportes
- Curso de Guardavidas.

Las Tecnicaturas en educación física son en las áreas de: actividades acuáticas, fútbol, vóleibol, básquetbol y handbol. 
El curso de Guardavidas se dicta solo en los departamentos de Paysandú y Montevideo, aprobado el ciclo de estudios, se otorgará el diploma oficial de Guardavidas habilitante para ejercer tanto en la órbita privada como pública en todo el territorio nacional.

## Sedes

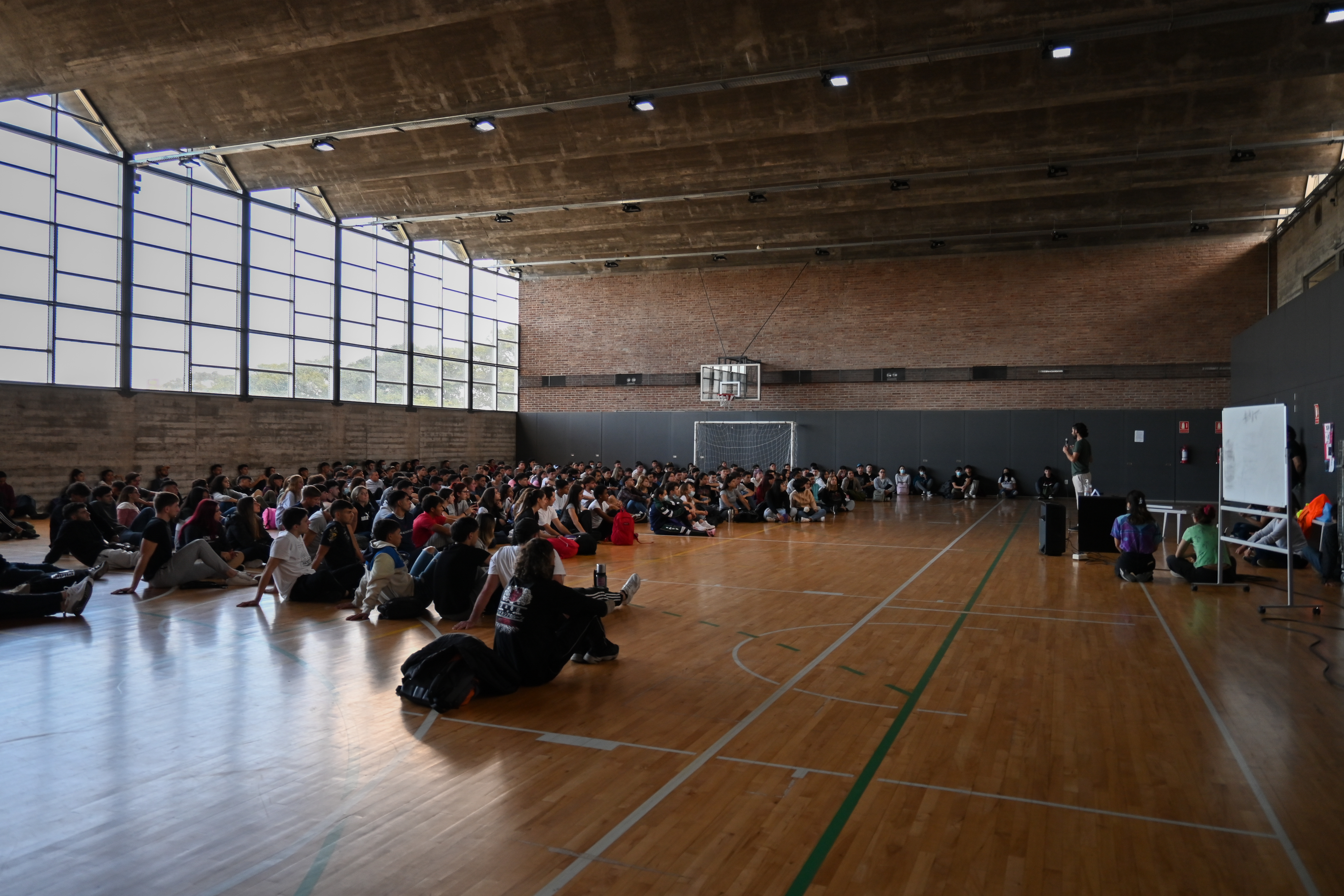
El Dr. Gianfranco Ruggiano da la bienvenida a la generación de estudiantes 2022 en el gimnasio de ISEF en Malvín Norte.

En Montevideo, cuenta con dos sedes: la principal; "Alberto Langlade" en el Parque Batlle, y su edificio anexo; "Prof. Irene Preobrayensky" en el barrio Malvin Norte de Montevideo. Además cuenta con un anexo en el interior del país, uno en Paysandú en el Estadio Municipal, en Maldonado en el Casa de los Deportes del Campus de Maldonado, en Rivera y  en Cerro Largo.